# Chengguan, Chamdo
Pour les articles homonymes, voir Qamdo.
Le Bourg de Chengguan (de Chamdo) (chinois : 城关镇 ; pinyin : chéngguān zhèn ; litt. « Passe de la forteresse ») ou Bourg de Chamdo 昌都镇, chāngdū zhèn, « Capitale du Chang » ; tibétain : ཆབ་མདོ་ས་ཁུལ་, Wylie : chab-mdo sa khul, THL : chamdo sa khul) est une subdivision administrative de la région autonome du Tibet en Chine. Son centre administratif est situé dans le District de Karuo. La ville de Chamdo était la capitale du Kham, une des trois provinces traditionnelles du Tibet.

## Climat
Le climat est de type montagnard. Les températures moyennes pour la ville de Qamdo vont d'environ −2 °C pour le mois le plus froid à +17 °C pour le mois le plus chaud, avec une moyenne annuelle de 7,4 °C, et la pluviométrie y est de 473 mm.

## Démographie
La population de la préfecture était estimée à 570 000 habitants en 2004.

## Transports
L'aéroport de Bangda (code AITA BPX) détient le record mondial d'altitude pour les aéroports commerciaux, avec 4 334 mètres. Il existe un vol quotidien de la compagnie Air China le reliant à Lhassa, et un autre à Chengdu.

## Personnalité
- Karma Samdrup né dans la préfecture de Qamdo est un homme d'affaires et défenseur de l'environnement tibétain. Il a créé en 2005 une ONG pour la protection de la réserve naturelle des Sources des trois rivières dans la préfecture autonome tibétaine de Yushu de la province de Qinghai. Plusieurs prix l'ont récompensé de ces actions en faveur de l'environnement. Il est emprisonné depuis janvier 2010.